# Dråp
Dråp är, liksom mord, ett uppsåtligt dödande av en annan människa, men betraktas som en lindrigare form än mord. Dråp innebär att det finns förmildrande omständigheter, till exempel att gärningsmannen var alkohol- eller drogpåverkad eller dödade i stundens hetta och ångrar handlingen. Dråp är ett brott i alla länders lagstiftning, även om definitionen av brottet och längden av det straff man kan dömas till skiftar mellan olika länder. Framförallt skiljer sig de former som kräver uppsåt, och när dödandet är helt bortom gärningsmannens avsikt men ändå ansvarsgrundande. I bl a amerikansk rätt skiljs mellan voluntary manslaughter, ung. dråp, och involuntary manslaughter, där det senare snarast motsvarar vållande till annans död. 

## Sverige
I svensk rätt definieras dråp enligt 3 kap. 2 § brottsbalken som den lindrigare formen av mord. Paragrafen har följande lydelse: "Är brott som i 1 § sägs med hänsyn till de omständigheter som föranlett gärningen eller eljest att anse som mindre grovt, dömes för dråp till fängelse, lägst sex och högst tio år." 
För dråp döms den som dödat en person, om gärningen med hänsyn till de omständigheter som föranlett den eller i övrigt är att anse som mindre allvarlig. Avgörande är ofta huruvida handlingen kan anses ha skett i hastigt mod (dvs. ej under lång tid överlagt och planerat), gärningsmannens sinnestillstånd eller vilka förberedelser gärningsmannen vidtog. Straffet för dråp är i Sverige mellan sex och tio års fängelse. Brottet bedöms alltså lindrigare än mord, men hårdare än vållande till annans död. Precis som vid mord, men till skillnad från vid vållande till annans död krävs också uppsåt, det vill säga att gärningsmannen antingen hade för avsikt att döda offret eller åtminstone var helt likgiltig inför att handlingen skulle kunna leda till personens död. Även försök till dråp och förberedelse till dråp är straffbelagt, liksom olika sätt att medverka till dråp.

## Finland
I finländsk rätt regleras dråp (finska: tappo) i 21:a kapitlets 1:a paragraf i strafflagen och räknas som huvudformen av det brott som anses begås när någon dödar en annan människa. Den som dödar en annan människa skall dömas till fängelse för viss tid, minst åtta år. Försök är straffbart. För att brottet skall räknas som mord (finska: murha) krävs att ytterligare några rekvisit skall vara uppfyllda. Den finländska rätten liknar härvid den ordning som gällde även i Sverige före brottsbalkens införande 1965. Om ett dråp anses ha begåtts under förmildrande omständigheter, kan i stället gärningsperson dömas för dråp under förmildrande omständigheter (finska: surma). Den som utan avsikt kan anses vållande till annans död, döms för vållande till annans död.

## USA
Dråp kallas i USA Voluntary manslaughter eller second degree murder beroende på delstat. Det avser dödande på impuls efter en provokation utan föregående plan att göra det. Provokationen kan vara rädsla, skräck eller ilska. Varianten Imperfect self-defense avser överdrivet självförsvar (man ansåg sig behöva döda på självförsvar, men det kan inte anses nödvändigt) och anses mildare i många delstater.
Det är till skillnad mot Involuntary manslaughter, dödande utan uppsåt, som i Sverige kallas vållande till annans död.